# (4051) Hatanaka
(4051) Hatanaka est un astéroïde de la ceinture principale.

## Description
(4051) Hatanaka est un astéroïde de la ceinture principale. Il fut découvert le 1er novembre 1978 à Caussols par Kōichirō Tomita. Il présente une orbite caractérisée par un demi-grand axe de 2,79 UA, une excentricité de 0,11 et une inclinaison de 2,7° par rapport à l'écliptique.

## Compléments